# Touch (film 1997)
Touch è un film del 1997 scritto e diretto da Paul Schrader, tratto dal romanzo Il tocco (1987) di Elmore Leonard.

## Trama
Bill Hill (Christopher Walken) è un predicatore annoiato dalla sua routine lavorativa che cerca di sfruttare i poteri soprannaturali dell'ex-monaco Juvenal (Skeet Ulrich), il quale ha il dono di guarire attraverso la semplice imposizione delle mani. Bill convince la sua amica Lynn Faulkner (Bridget Fonda) ad aiutare il giovane, ma le cose si complicheranno quando i due si innamorano.

## Accoglienza

### Incassi
Negli Stati Uniti il film ha incassato 387,069 dollari.

### Critica
Sull'aggregatore di recensioni Rotten Tomatoes il film detiene un indice di gradimento del 33%, basato su 18 recensioni..